# Arlette Collot
Pour les articles homonymes, voir Collot.
Arlette Collot, née en 1942, est une reine de beauté française. Elle est élue Miss Bourgogne 1963, puis Miss France 1964, avant de renoncer au titre au mois d'août 1964. Celui-ci revient alors à Jacqueline Gayraud.

## Biographie
Arlette Collot est née en 1942. Elle est originaire du village de Clomot, en Côte-d'Or ; son père est boucher à Dijon. Au moment de son élection, elle exerce la profession de vendeuse et mannequin.

## Concours de beauté

### Parcours
Arlette Collot remporte le titre de "Duchesse d'Arnay-le-Duc", un titre de beauté local, au début de l'année 1963. Elle est ensuite élue Miss Bourgogne 1963 pendant les vacances d'été.

### Année de Miss France
Elle remporte par la suite le concours de Miss France 1964, organisé dans les salons de l'aéroport d'Orly en décembre 1963. Ses dauphines sont Miss Corse, Laetitia Paganelli, et Miss Noirmoutier, Marie-Thérèse Testu. Concourraient également Miss Vendée, Jacqueline Gayraud et Miss Outre-Mer, Nadine Ragoo,. C'est Miss Paris 1963, Geneviève Mercier, qui la couronne. Au moment de son sacre, elle a 21 ans et mesure 1,70 m.
Arlette Collot règne jusqu'au mois d'août 1964, après quoi elle est cède le titre car elle ne souhaitait pas parcourir la France. Selon ses dires, elle travaillait aux Grands Magasins du Printemps et vivait avec sa sœur à Paris .
Jacqueline Gayraud est choisie pour hériter du titre et obtient le droit de participer aux concours de beauté internationaux. Cette succession fait par ailleurs l'objet d'une procédure judiciaire, Arlette Collot souhaitant conserver son titre et participer à Miss Monde malgré son choix d'arrêter les tournées en région.

### Après Miss France
À la suite de son sacre, Arlette Collot poursuit une carrière de mannequin sous le nom de Carine. En décembre 2023, elle vivait en Finistère avec son mari.